# Blamada rubripronota
Blamada rubripronota ist eine Bockkäfer-Art aus Südostasien. Zugleich mit ihr wurde im Jahr 2013 Blamada als eigene monotypische Gattung für den Käfer beschrieben. Blamada rubripronota ist also bisher die einzige Art innerhalb der Gattung Blamada.

## Merkmale
Der Artname rubripronota weist auf das auffällige orangerote Pronotum hin. Auch der vordere Teil des Kopfes („Stirn“) ist orangerot gefärbt. Die übrigen Körperteile (Fühler, Deckflügel, Bauchseite und Beine) sind schwarz.
Die Weibchen dieses Bockkäfers werden 11,6–13,1 mm lang, die Männchen 9,7–12,5 mm.
Die Art Blamada rubripronota ähnelt dem ebenfalls im Südosten Chinas verbreiteten Bockkäfer Paraglenea atropurpurea in der Körperform, sie unterscheidet sich aber durch die Form der Fühlerglieder und das Fehlen von Anhängen am letzten Tarsenglied.

## Verbreitung
Blamada rubripronota ist in Südostasien beheimatet. Der Käfer wurde bisher in Laos in der Provinz Hua Phan, in Vietnam in der Provinz Vĩnh Phúc und in China im Autonomen Gebiet Guangxi gefunden.

## Forschungsgeschichte
Der von den Erstbeschreibern Mei-Ying Lin und Carolus Holzschuh im Jahr 2013 gewählte Gattungsname Blamada ist eine eher willkürliche Anordnung von Buchstaben. Er hat keine sprachliche Bedeutung. Der Artname rubripronota ist hingegen von lateinisch rubrus (rot) und pronotum (Halsschild) abgeleitet.
Das Typusexemplar wurde von Carolus Holzschuh in Laos auf dem Phou Pan-Gnai in der Höhenstufe zwischen 1300 und 1900 Metern gefunden. Es befindet sich in der Sammlung von Carolus Holzschuh in Villach, Österreich.
Blamada rubripronota ist innerhalb der Bockkäfer-Unterfamilie Lamiinae in die Tribus Saperdini gestellt worden.
Diese Untergruppe umfasst rund 100 Gattungen mit 1300 Arten weltweit.